# Sermin Özürküt
Sermin Özürküt, född 19 december 1949 i Turkiet, är en svensk journalist och politiker (vänsterpartist). Hon var ordinarie riksdagsledamot 2002–2006, invald för Stockholms läns valkrets.
I riksdagen var hon ledamot i OSSE-delegationen 2004–2006 och riksdagens delegation till Interparlamentariska unionen 2002–2006. Hon var även suppleant i bostadsutskottet, EU-nämnden, utrikesutskottet, sammansatta utrikes-, miljö- och jordbruksutskottet och sammansatta utrikes- och försvarsutskottet.